# Anna Vsevolodovna av Kiev
Anna Vsevolodovna av Kiev, död 3 november 1112, var en rusisk prinsessa, nunna och skolgrundare. Hon grundade den första flickskolan i Ryssland.

## Biografi
Hon var dotter till Vsevolod I av Kiev. Anna var trolovad med en bysantinsk prins, och besökte Bysans, där hon tog intryck av en bildning som där var tillgänglig för kvinnor ur överklassen. Hon gifte sig aldrig, utan återvände till Ryssland och blev nunna. Hon grundade Ianchinii kloster och organiserade en klosterskola för flickor med undervisning i bland annat hantverk, retorik och sång. Detta var den första skolan för flickor i Ryssland. Det grundade en tradition med utbildning för kvinnor ur de högre samhällsklasserna i Ryssland, som varade fram till mongolinvasionen på 1200-talet: många klosterskolor för flickor grundades, flera adelskvinnor och nunnor blev kända för sin lärdom, och klassisk bildning blev modern bland överklassens kvinnliga medlemmar.    